# North Vancouver (district)
Pour les articles homonymes, voir North Vancouver (homonymie).
Ne doit pas être confondu avec North Vancouver (ville).
Le district de North Vancouver est une municipalité de la province de Colombie-Britannique au Canada, située sur la rive nord de la baie Burrard à proximité de la ville de Vancouver, au sein du district régional du Grand Vancouver. Il a été incorporé le 10 août 1891 et il abritait 82 310 habitants au recensement de 2001.

## Notes et références

Panorama la montagne du Coliseum, dans le Lynn Headwaters Regional Park, une aire préservée du North Vancouver. Juillet 2021.

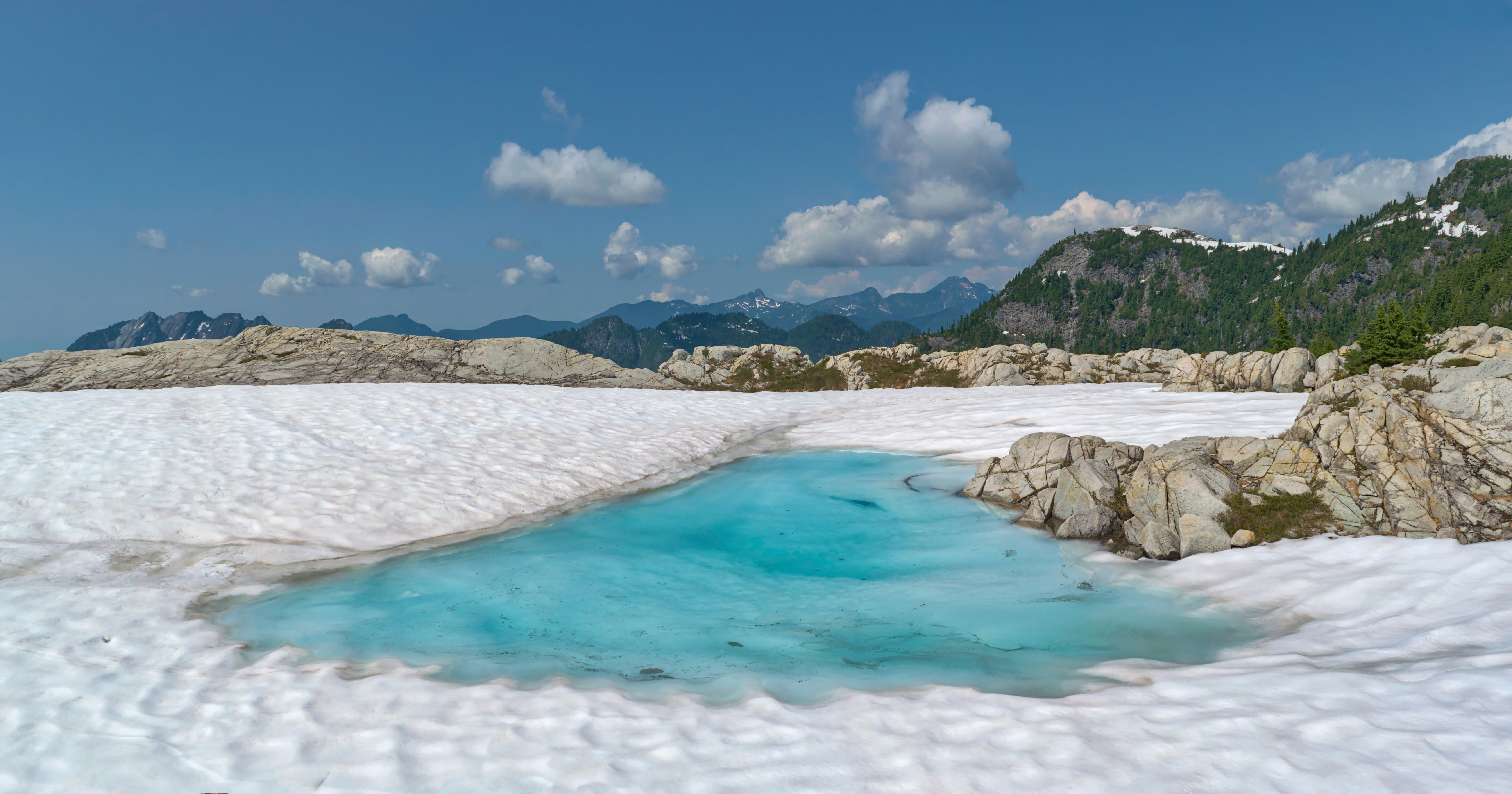
Petit lac près de la montagne du Coliseum, dans le North Vancouver. Juillet 2021.

## Population
- 85 935 (recensement de 2016)[1]
- 84 412 (recensement de 2011)
- 82 562 (recensement de 2006)[2]
- 82 310 (recensement de 2001)

|  |